# Kachina Katte, Shimoga
Kachina Katte là một làng thuộc tehsil Shimoga, huyện Shimoga, bang Karnataka, Ấn Độ.